# Яківський хрест

Яківський хрест.

Я́ківський хре́ст, або хре́ст свято́го Яко́ва (ісп. і порт. Cruz de Santiago) — хрест Ордену святого Якова. Різновид латинського хреста, що має лілії на трьох кінцях та загострений нижній кінець. Зазвичай зображується червоним. Названий на честь святого апостола Якова. Пов'язаний із культом Якова-Мавробійці. Одна з найпопулярніших фігур в геральдиці, вексилології та фалеристиці Піренейського півострова. Також — хре́ст Сантья́го, хре́ст-ме́ч.

## Галерея

Яківський хрест
Герб Компостели

### Португальська геральдика

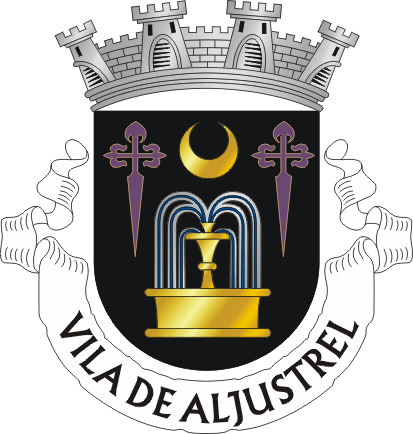
Алжуштрел
Алмада
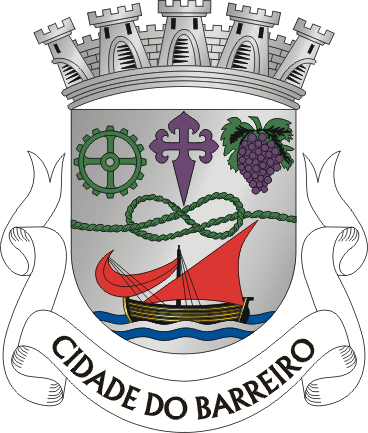
Баррейру
Грандола
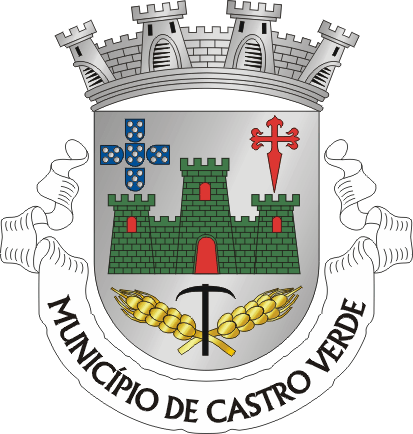
Каштру-Верде
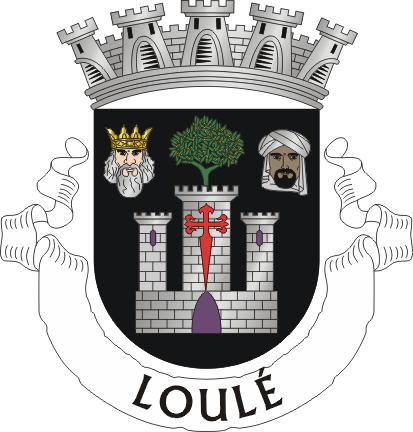
Лоле
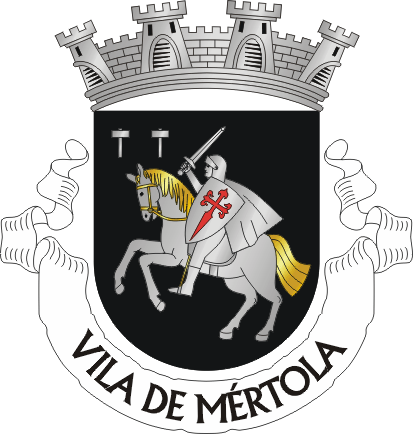
Мертола
Мойта
Монтіжу
Ніза
Палмела
Сантіагу-ду-Касен
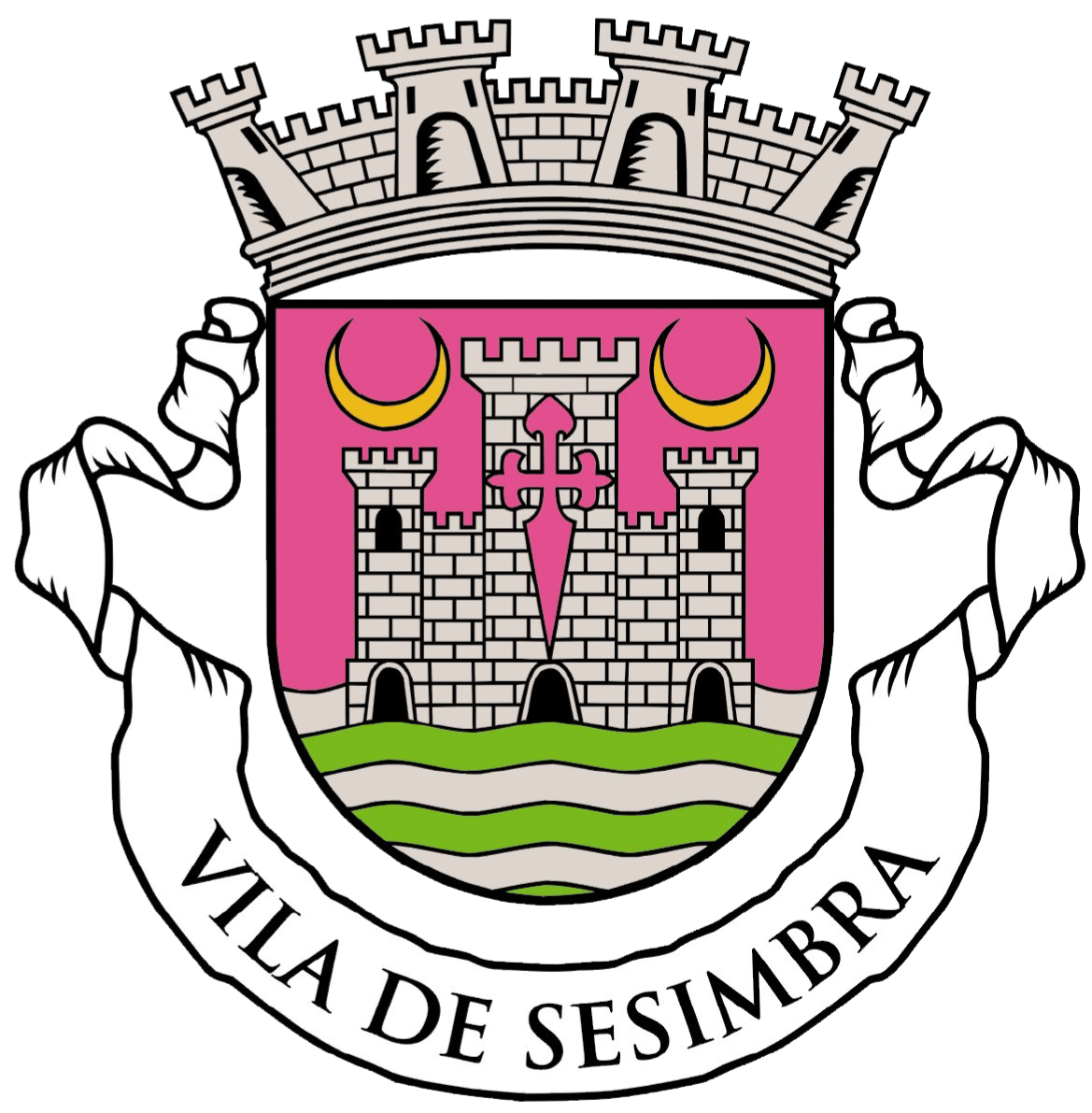
Сезімбра
Сетубал
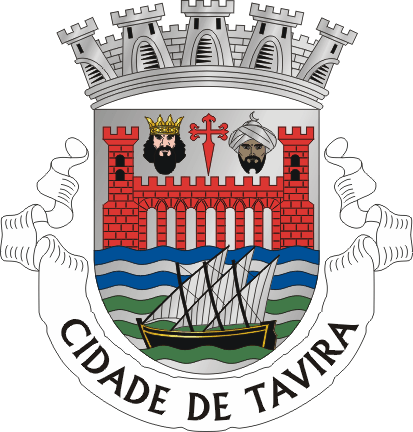
Тавіра
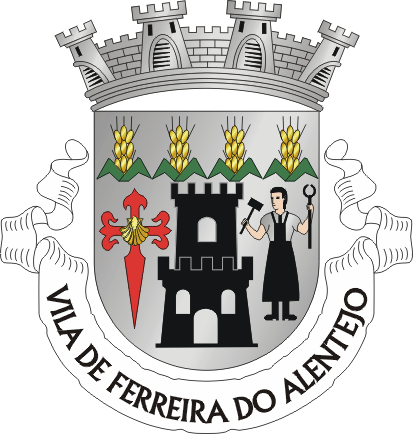
Феррейра-ду-Алентежу